# 8 semplici regole
8 semplici regole (8 Simple Rules) è una sitcom statunitense trasmessa negli Stati Uniti dalla ABC dal 2002 al 2005. Nella sua prima stagione la serie era intitolata 8 semplici regole… per uscire con mia figlia (8 Simple Rules… for Dating My Teenage Daughter), ma il titolo venne modificato in seguito alla morte di John Ritter e, conseguentemente, del suo personaggio.
In Italia la serie è andata in onda, in anteprima, sui canali satellitari SKY; con le prime due stagioni su Fox dal 1º settembre 2003 e con la terza, ed ultima, stagione su Fox Life dal 5 novembre 2005. In chiaro la serie è andata in onda su Rai 2 dal 6 giugno 2005 con una programmazione discontinua che ne ha interrotto la messa in onda ai primi episodi della seconda stagione; la sit-com è successivamente tornata in onda, in maniera regolare, dal 2 giugno al 9 ottobre 2008.

## Trama
Paul Hennessy è un giornalista sportivo che, per lavoro, ha vissuto molto fuori casa, tuttavia, un giorno, decide di appoggiare il desiderio della moglie Cate di tornare a lavorare come infermiera proponendosi di essere lui stesso più presente a casa per seguire i figli. Peccato che i figli ora siano degli adolescenti perennemente arrabbiati ed in lotta col potere genitoriale; ci sono Bridget, classica bionda svampita di 16 anni, Kerry, quindicenne intelligente ed "outsider", ed il piccolo Rory, di 13 anni, fedele spia di Paul sui piani delle sorelle per uscire a divertirsi. Per tenere sotto controllo la situazione, Paul escogita 8 semplici regole che i figli devono seguire per non essere puniti, tuttavia non manca occasione per l'uomo di prendersela a morte con i ragazzi che cercano di avvicinare le figlie senza il suo consenso.
All'inizio della seconda stagione, in seguito al decesso di John Ritter per via di un arresto cardiaco durante le riprese sul set, anche il suo personaggio Paul muore e la serie assume un tono più serio, senza perdere però il lato della commedia mantenuto grazie all'arrivo di nonno Jim e del nipote ventenne C.J.
Le otto regole che danno il nome alla serie sono:
1. Tocca mia figlia e perderai l'uso delle mani.
2. Falla piangere e io ti farò piangere.
3. Il sesso sicuro è una leggenda. Qualunque cosa proverai a fare metterà a repentaglio la tua salute.
4. Portala a casa tardi e non ci saranno altri appuntamenti.
5. Solo i fattorini suonano il clacson. Agli appuntamenti si suona il campanello. Solo una volta.
6. Non lamentarti mentre l'aspetti. Se ti annoi, cambia l'olio alla mia auto.
7. Se ti calano i pantaloni, sarò felice di appuntarteli con la mia sparapunti.
8. Gli appuntamenti dovranno svolgersi in un luogo pubblico e affollato. Vuoi del romanticismo? Leggi un libro.

## Episodi
| Stagione         | Episodi | Prima TV USA | Prima TV Italia |
| ---------------- | ------- | ------------ | --------------- |
| Prima stagione   | 28      | 2002-2003    | 2003            |
| Seconda stagione | 24      | 2003-2004    | 2004            |
| Terza stagione   | 24      | 2004-2005    | 2005            |

## Personaggi e interpreti
- Paul Hennessy (stagione 1, ricorrente stagione 2), interpretato da John Ritter, doppiato da Massimo Rossi
Papà di Bridget, Kerry e Rory. È molto protettivo nei confronti dei suoi figli soprattutto nei riguardi di Bridget e Kerry. Fa il giornalista sportivo. Muore nel quarto episodio della seconda stagione a seguito di un incidente in un supermercato (a causa della morte improvvisa dell'interprete gli autori non hanno ritenuto corretto sostituirlo e hanno fatto morire il personaggio in segno di rispetto).
- Cate Hennessy (stagioni 1-3), interpretata da Katey Sagal, doppiata da Laura Boccanera
 La mamma che fa l'infermiera. È molto comprensiva nei confronti dei figli ma non è eccessivamente protettiva come il marito Paul. Alla fine della terza serie si scopre che ha una relazione con il preside. Lavorerà come infermiera nella scuola dei figli.
- Bridget Hennessy (stagioni 1-3), interpretata da Kaley Cuoco, doppiata da Domitilla D'Amico
 La figlia maggiore; all'inizio della serie ha 16 anni. È la classica bionda svampita sempre in cerca di ragazzi e sempre alla moda ed è presidente del corpo studentesco.
- Kerry Hennessy (stagioni 1-3), interpretata da Amy Davidson, doppiata da Alida Milana
 La seconda figlia che all'inizio della serie ha 15 anni. È molto intelligente e si interessa di arte e dei diritti degli animali. Crede di non essere fortunata con i ragazzi, perché sempre in ombra a causa della sorella, ma non è così.
- Rory Hennessy (stagioni 1-3), interpretato da Martin Spanjers, doppiato da Alessio Puccio
 Il terzo figlio che all'inizio della serie ha 13 anni. È il piccolino di casa, personale spia di Paul sulle uscite di nascosto delle figlie. Ha una scatola che si scopre avere il doppio fondo con degli esplosivi. È molto eccentrico e qualche volta nella serie è fidanzato.
- Jim Egan (stagioni 2-3), interpretato da James Garner, doppiato da Pietro Biondi
 Il nonno, papà di Cate. Va a vivere per un po' di tempo a casa Hennessy a causa del decesso del genero Paul. È molto eccentrico e un po' sciocco. In una puntata ha un appuntamento.
- C.J. Barnes (stagioni 2-3), interpretato da David Spade, doppiato da Alessandro Quarta
 Il nipote ventenne di Cate; molto carino ma vanitoso e infantile. È stato mandato a un'accademia militare. Vive in casa Hennessy sempre per il decesso di suo zio Paul, l'unico che a suo avviso lo capiva.
- Kyle (stagioni 1-2), interpretato da Billy Aaron Brown, doppiato da Francesco Pezzulli
 Inizialmente era il fidanzato di Bridget, poi si mette con Kerry anche se poi si lasciano. Carino, ma strano e buffo. Non va molto d'accordo con Paul.

## Produzione

### Morte di John Ritter
I primi tre episodi della seconda stagione della serie erano stati già girati e completati quando Ritter si sentì male durante una registrazione il pomeriggio dell'11 settembre 2003. Egli venne trasportato d'urgenza all'ospedale più vicino, il Providence Saint Joseph Medical Center, dove gli fu diagnosticato un infarto, le sue condizioni peggiorarono in serata, e l'attore morì poco dopo all'età di 54 anni. A seguito del decesso di Ritter, la ABC annunciò che 8 semplici regole avrebbe continuato la programmazione dopo una breve pausa, e che la serie avrebbe incorporato la morte del suo personaggio. Le tre puntate registrate prima della scomparsa di Ritter furono trasmesse con un'introduzione speciale da parte di Katey Sagal.
8 semplici regole tornò in onda due mesi dopo il decesso di John Ritter con una puntata speciale della durata di un'ora, "Addio", una sorta di omaggio al personaggio di Ritter. I successivi episodi trattarono il tema della reazione dei componenti della famiglia alla sua morte e di come riuscire a superare il trauma della perdita. I primi quattro episodi senza Ritter furono girati senza la presenza del pubblico in sala e con James Garner e Suzanne Pleshette come ospiti speciali nel ruolo dei genitori di Cate, e di David Spade nella parte del nipote di Cate, C.J. Barnes. Successivamente Garner e Spade entrarono a far parte del cast fisso per cercare di riempire il vuoto lasciato da Ritter nella serie.

### Terza stagione e cancellazione
Prima della morte di Ritter, 8 semplici regole si classificò al 42º posto negli indici Nielsen. Dopo la sua scomparsa, la serie scese al 50º posto, ma venne comunque confermata per una terza stagione. Il creatore della serie Tracy Gamble, lasciò lo show a causa di divergenze di carattere artistico prima dell'inizio della terza stagione, ma tornò più avanti come consulente di produzione a metà della stessa. Gamble fu sostituito da Judd Pillot e John Peaslee. La serie precipitò comunque al 94º posto negli indici d'ascolto. Persino prima della messa in onda del finale della terza stagione, iniziarono a circolare voci sul fatto che 8 semplici regole era in odore di cancellazione a causa del decesso di Ritter e del calo di ascolti da esso derivato. Poco tempo dopo la messa in onda della puntata finale della terza stagione, nel maggio 2005 la ABC cancellò ufficialmente 8 semplici regole.